# 同情
同情（どうじょう）、シンパシー（Sympathy）とは、他者の苦境に対し共感する感情の同一性を指す。
同情の一般的な用法としては、不幸な状況や、苦難に対しての感情共有の際に用いられることが多い。しかし、ポジティブな感情に対しても用いられる事もある。広義の用法としては、共産主義賛同者(communist sympathiser)のように、イデオロギーや政治的な引用もされ得る。
英語におけるSympathy（同情）の語源としては、ギリシア語より由来し、共に苦しむこと、感情が同一になることを指している。これより転じて、同情とは他者の苦しみに応答して、自らも苦しむような感情を持つ。

## 動物行動学・社会科学の例
人や動物の同情行動は生得的に備わった心理的能力と考えられ、動物行動学や心理学など社会科学の研究テーマの一つとなっている。
チンパンジーの社会では、闘争に負けた個体に対して親密に身体に接触する同情行動が見られる。一般にオスの個体よりもメスの個体の方が同情行動を取る回数は多いが、社会的ランクの高いオスはメスよりも積極的に同情行動を取る傾向が見られ、闘争が和解せずに終わった場合は和解した場合よりもより多くの同情行動が行われる。
言葉を発する直前の段階である生後10か月の乳児を対象とした実験では、色の属性だけを持つ攻撃者が、別の色を持つ犠牲者を一方的に攻撃し破壊する抽象的な映像を見せた後に、両者と同じ色属性を持つ2つのぬいぐるみを提示させたところ、犠牲者側の色のぬいぐるみを触ろうとする行動が見られた。